# Redding (Californie)
Pour les articles homonymes, voir Redding.
Redding est une ville (population estimée à plus de 107 000 habitants en juillet 2008) de la partie la plus au nord de l'État de Californie, aux États-Unis. Elle se trouve dans une vallée de la chaîne des Cascades. 
L'agglomération dont elle est le centre est peuplée par plus de 180 000 habitants. Située sur l'axe Seattle - San Francisco, la ville a développé un « tourisme passager », et est devenue une ville-étape, appréciée pour son cadre agréable, ses lacs environnants, et ses aires de loisirs (National Recreation Area). 
Dans le Turtle Bay Exploration Park, se trouve un arboretum et un jardin botanique et le Pont Cadran Solaire de Santiago Calatrava Valls.

## Géographie

### Démographie
| Groupe            | Redding | Californie | États-Unis |
| ----------------- | ------- | ---------- | ---------- |
| Blancs            | 85,2    | 57,6       | 72,4       |
| Métis             | 4,6     | 4,9        | 2,9        |
| Asiatiques        | 3,4     | 13,1       | 4,8        |
| Autres            | 2,6     | 17,0       | 6,2        |
| Amérindiens       | 2,3     | 1,0        | 0,9        |
| Afro-Américains   | 1,2     | 6,2        | 12,6       |
| Océaniens         | 0,2     | 0,4        | 0,2        |
| Total             | 100     | 100        | 100        |
|                   |         |            |            |
| Latino-Américains | 8,7     | 37,6       | 16,7       |

| 1880 | 1890  | 1900  | 1910  | 1920  | 1930  |
| ---- | ----- | ----- | ----- | ----- | ----- |
| 600  | 1 821 | 2 946 | 3 572 | 2 962 | 4 188 |

| 1940  | 1950   | 1960   | 1970   | 1980   | 1990   |
| ----- | ------ | ------ | ------ | ------ | ------ |
| 8 109 | 10 256 | 12 773 | 16 659 | 42 103 | 66 462 |

| 2000   | 2010   | 2020   | - | - | - |
| ------ | ------ | ------ | - | - | - |
| 81 001 | 89 861 | 93 611 | - | - | - |

### Climat
Redding possède un climat méditerranéen avec des étés chauds, voire arides et secs, et des hivers doux et pluvieux. En été, la température peut, certains jours, atteindre les 45 °C, le record de chaleur fut de 48 °C et le record de froid fut de −9 °C.
| Mois                                  | jan.    | fév.    | mars    | avril   | mai     | juin    | jui.    | août    | sep.    | oct.    | nov.    | déc.    | année           |
| ------------------------------------- | ------- | ------- | ------- | ------- | ------- | ------- | ------- | ------- | ------- | ------- | ------- | ------- | --------------- |
| Température minimale moyenne (°C)     | 3,2     | 4,5     | 6,2     | 8,3     | 12,4    | 16,9    | 19,4    | 17,7    | 14,6    | 10,1    | 5,3     | 2,9     | 10,1            |
| Température moyenne (°C)              | 8,6     | 10,3    | 12,4    | 15,2    | 20,1    | 25,1    | 28,6    | 27,2    | 24,1    | 18,2    | 11,6    | 8,1     | 17,4            |
| Température maximale moyenne (°C)     | 14      | 16,1    | 18,7    | 22,1    | 27,8    | 33,3    | 37,7    | 36,7    | 33,5    | 26,3    | 18      | 13,3    | 24,8            |
| Record de froid (°C) date du record   | −9 2012 | −7 1903 | −3 1951 | −2 1999 | −1 1948 | 3 1952  | 9 1983  | 7 1984  | 4 1971  | −2 1935 | −6 1985 | −9 2009 | −9 2009 et 2012 |
| Record de chaleur (°C) date du record | 31 1920 | 31 1920 | 34 1914 | 37 1947 | 43 1984 | 47 2006 | 48 1988 | 48 1981 | 47 1988 | 41 2020 | 37 1927 | 28 1980 | 48 1981 et 1988 |
| Précipitations (mm)                   | 153,4   | 139,2   | 117,3   | 61,2    | 46      | 19      | 1,8     | 3,3     | 11,4    | 48,8    | 89,7    | 160,3   | 851,4           |
| dont neige (cm)                       | 3,3     | 2,5     | 0       | 0       | 0       | 0       | 0       | 0       | 0       | 0       | 0       | 2       | 7,8             |
| Nombre de jours avec précipitations   | 12,2    | 10,9    | 11,7    | 8,1     | 6,1     | 2,9     | 0,5     | 0,6     | 1,4     | 4,7     | 8,8     | 12,6    | 80,5            |
| Nombre de jours avec neige            | 0,4     | 0,3     | 0       | 0       | 0       | 0       | 0       | 0       | 0       | 0       | 0       | 0,1     | 0,8             |

| Diagramme climatique                                  |              |              |             |            |            |             |             |              |              |           |              |
| J                                                     | F            | M            | A           | M          | J          | J           | A           | S            | O            | N         | D            |
| 143,2153,4                                            | 16,14,5139,2 | 18,76,2117,3 | 22,18,361,2 | 27,812,446 | 33,316,919 | 37,719,41,8 | 36,717,73,3 | 33,514,611,4 | 26,310,148,8 | 185,389,7 | 13,32,9160,3 |
| Moyennes : • Temp. maxi et mini °C • Précipitation mm |              |              |             |            |            |             |             |              |              |           |              |

## Transport

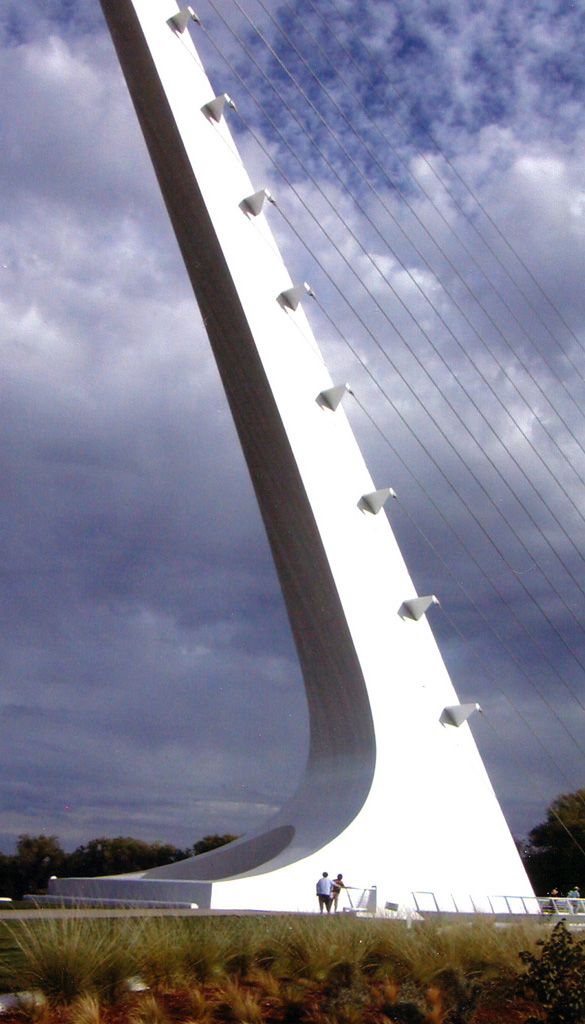
Le pont Cadran Solaire.

L'aéroport municipal de Redding est desservi par deux lignes commerciales mais sert surtout à l'aviation générale.
L'Interstate 5, la California State Route 299, la California State Route 273 et la California State Route 44 sont les principaux axes routiers passant par la ville.